# Gallinula tenebrosa
La gallinella fosca, gallinella d'acqua zamperosse o gallinella tenebrosa (Gallinula tenebrosa Gould, 1846) è un uccello della famiglia dei Rallidi.

## Descrizione
È un rallide di media taglia, lungo 25–40 cm, con un peso compreso tra 290 e 720 g e un'apertura alare di  55–65 cm.

## Biologia

### Alimentazione
Si nutre di materia vegetale, in particolare di alghe e di germogli, semi e frutti di diverse specie di piante acquatiche (Salviniaceae spp., Hydrocharitaceae spp., Potamogetonaceae spp.).

## Distribuzione e habitat
Questa specie è diffusa in Australia, Indonesia, Nuova Caledonia, Papua Nuova Guinea e Timor-Est.
Alcuni esemplari sono stati introdotti in Portogallo nel  giardino Amalia Rodrigues.

## Tassonomia
Ne vengono riconosciute tre sottospecie:
- G. t. frontata Wallace, 1863 (dal Borneo sud-orientale a Sulawesi, Molucche meridionali, Piccole Isole della Sonda e Nuova Guinea sud-orientale);
- G. t. neumanni Hartert, 1930 (Nuova Guinea settentrionale);
- G. t. tenebrosa Gould, 1846 (Australia).